# 2020년 서울국제실험영화페스티벌
제17회 서울국제실험영화페스티벌은 2020년 8월 1일에 열린 시상식이다.

## 수상 및 후보

### BEST EXiS AWARD
- 더블 페이즈 - 타카시 마키노 수상

### KOREAN EXiS AWARD
- '레드필터가 철회됩니다.' - 김민정 수상

### Jungwoon AWARD
- 레지스탄츠 - 이정우 수상

### 심사위원 특별언급
- 호텔과 시청 사이에서 - 박세영 수상

### 엑스-나우
- 바람 이전의 기록 - 입 육유
- 싱글 카피 - 쉬 츠어-위
- 음악으로 대각선 만들기 - 아우라 솔츠
- 더블 페이즈 - 타카시 마키노
- 시그널 8 - 사이먼 류
- 원 - 아노크 데 클레르크
- 오바탈라 영화 - 세바스티안 비드만
- 패스트 퍼펙트 - 호르헤 제이콤
- 시리얼 패러럴즈 - 맥스 해틀러
- 아이 오브 썸머 - 라지 사마라싱게
- 부패, 재 또는 먼지가 아닌 만질 수 있는 것 - 마이크 스톨츠
- 불굴의 : 환상적 질주 - 파트릭 보카노프스키
- 발피 - 리차드 투오이 외 1명
- 사랑의 노동 - 실비아 쉬델바우어
- 모든 움직임은 바람을 죽여야 한다 - 왕위얀
- 색수차 - 안드레스 바론
- 화창한 여름날의 일기 - 레이 레이
- ZOO - 노영미
- 레지스탄츠 - 이정우
- 호텔과 시청 사이에서 - 박세영
- 답이 없는 전화 - 이세은
- 메이트 - 임채린
- '레드필터가 철회됩니다.' - 김민정
- 어 크라우드 - 주연우
- 존재하지 않는 것을 향한 북쪽 - 김세진
- 셀 스코프 - 권희수
- 텔레스토 - 문유진
- 복제 작품 - 슈테파니 베버오페르

### 엑스-초이스
- 특허번호 314805 - 미카 타닐라
- 대기 너머의 인상 - 호세 안토니오 시스티아가
- 물과 힘 - 팻 오닐
- 핸드 헬드 데이 - 개리 베이들러
- 블랙 홀 - 마르틴 아르놀트
- 휘슬 스톱 - 마르틴 아르놀트
- 유령들린 집 - 마르틴 아르놀트
- 셀프 컨트롤 - 마르틴 아르놀트
- 소프트 팔레트 - 마르틴 아르놀트
- 섀도우 컷 - 마르틴 아르놀트
- 베니스 피어 - 개리 베이들러
- 필름파르시 - 에산 코시바흐트
- 단순한 이야기 - 마르셀 아눙
- 삼켜버린 암흑 - 베시 브롬버그
- 사운드의 ABC - 라즐로 모홀리 나기
- 형상과 제스처 - 쥘 엥겔
- 사운드트랙 - 가이 셔윈
- 옵티컬 사운드 - 엘크 그로엔 외 1명
- 스프쿠 스포츠 - 메리 엘렌 부트 외 2명
- 앱스트로닉 - 메리 엘렌 부트 외 1명
- 시네블라츠 - 제프 킨
- 한 - 호세 안토니오 시스티아가
- 록 허드슨의 가정 영화 - 마크 래파포트
- J. - 솔로몬 네이글러 외 1명
- 붉은 별의 진화 - 아담 베켓
- 왁스 익스페리먼츠 - 오스카 피싱거
- 헤비 라이트 - 아담 베켓
- 블랙 솔트 워터 엘레지 - 솔로몬 네이글러
- 존 가필드 - 마크 래파포트
- 트레인 랜드스케이프 - 쥘 엥겔
- 봄 - 마르셀 아눙
- 카탈로그 - 존 휘트니
- 두 개의 공간 - 래리 쿠바
- 사이클 1 - 가이 셔윈
- 사운드 쉐이프 - 가이 셔윈
- 데이라이트 문 - 루이스 클라
- 주크박스 - 런 레이크
- 스파이더 인 러브 - 마샤 콜번
- iii - 티나 프랭크
- 조운크! - 빌리 로이즈
- 킬보 - 미카엘라 그릴
- 사이의~ 가시성 - 마누엘 크냅
- 크로놈포스 - 티나 프랭크
- 트랜지스터 - 미카엘라 쉬웬트너
- 낫데프./버전 원 - 마이아 구스베르티
- 36 - 노르베르트 파펜비흘러 외 1명
- 아이록스 - 카로 골드
- 그들이 지나갈 때에 - 브리지타 보덴나어
- 오더-리-오더 - 바바라 도저
- 라디오 int 14/37 - 리아
- 덱스트로 - 덱스토.오크
- 트랙 09 - 안냐 크라우트가서
- 나는 슬프다 - 디디 브룩마이어
- 트라이컬러 - 마르티나 헤이두크
- 아우스 - 스콧
- 고스트 알지브라 - 제니 게이저
- 스크리닝 룸 : 수잔 피트 - 수잔 피트

### 엑스-레트로
- 2/60 손디 테스트를 위한 48장의 얼굴들 - 커트 크렌
- 아스파라거스에 관한 에로틱 판타지 - 수잔 피트
- 핀볼 - 수잔 피트
- 비지테이션 - 수잔 피트
- 절망의 조이 스트리트 - 수잔 피트
- 강아지와 요트 - 로즈 로더
- 부케 1-10 - 로즈 로더
- 해바라기 - 로즈 로더
- 부케 21-30 - 로즈 로더
- 태양 아래 - 로즈 로더
- 워렌에게서 온 엽서 - 제프 셔
- 후회의 정원 - 제프 셔
- 아이즈 - 스탠 브래키지
- 데우스 엑스 - 스탠 브래키지
- 자신의 두 눈으로 본다는 행위 - 스탠 브래키지
- 가을의 - 스탠 브래키지
- 볼더 블루와 진주들 그리고... - 스탠 브래키지
- 블랙 아이스 - 스탠 브래키지
- 샤르트르 연작 - 스탠 브래키지
- 49/95 천년의영화 - 커트 크렌
- 크랙 글래스 율로지 - 스탠 브래키지
- 몰튼 호러 시냅시스 - 스탠 브래키지
- 흙으로 된 둥지 - 스탠 브래키지
- 파이어 오브 워터 - 스탠 브래키지
- 라우드 비주얼 노이즈 - 스탠 브래키지
- 엘리멘트리 프레이즈 - 스탠 브래키지
- 이페메랄 솔리디티 - 스탠 브래키지
- NYC - 제프 셔
- 기뻐할 이유 - 제프 셔
- 선조영역 - 제프 셔
- 망각의 우유 - 제프 셔
- 너브 토닉 - 제프 셔
- 트리거 해피 - 제프 셔
- 당신의 것 - 제프 셔
- 터키쉬 트래픽 - 제프 셔
- 뱅 뱅 - 제프 셔
- 시드 - 제프 셔
- 그랜드 센트럴 - 제프 셔
- 스틸 로프 위드 기타 - 커트 크렌
- 1/57 신세틱 사운드 실험 - 커트 크렌
- 3/60 가을 나무 - 커트 크렌
- 6/64 맘&대드(오토 뮐의 해프닝) - 커트 크렌
- 10/65 자해 - 커트 크렌
- 15/67 TV - 커트 크렌
- 20/68 샤치 - 커트 크렌
- 23/69 언더그라운드 익스플로전 - 커트 크렌
- 블루 밸류 - 스탠 브래키지
- 26/71 카툰-발자크와 신의 눈 - 커트 크렌
- 31/75 어사일럼 - 커트 크렌
- 엘 닥터 - 수잔 피트
- 33/77 카이네 도나우 - 커트 크렌
- 36/78 리샤르트 - 커트 크렌
- 37/78 트리 어게인 - 커트 크렌
- 40/81 회색의 아침식사 - 커트 크렌
- 44/85 풋'-에이지 슛'-아웃 - 커트 크렌
- 휘트니 커머셜 - 수잔 피트
- 존재할 수 없음 - 스탠 브래키지
- 디베르티멘토 - 스탠 브래키지
- 텔레비전에서 본 것처럼 - 데이비드 림머
- 캐네디언 퍼시픽 I - 데이비드 림머
- 캐네디언 퍼시픽 ll - 데이비드 림머
- 와칭 포 더 퀸 - 데이비드 림머
- 셀로판 포장지의 변주 - 데이비드 림머
- 서페이싱 온 더 템스 - 데이비드 림머
- 블루 무비 - 데이비드 림머
- 풍경 - 데이비드 림머

### 인디 비주얼
- 재활용된 - 레이 레이 외 1명
- 주말 - 레이 레이
- 디스 이즈 러브 - 레이 레이
- 책에 관한 책 - 레이 레이
- 핸드 컬러드 넘버2 - 레이 레이
- 비엔나 테이블 트립 - 비르질 비트리히
- 카피 샵 - 비르질 비트리히
- 패스트 필름 - 비르질 비트리히
- 티엑스-리버스: 영화를 통한 시공간 절단 - 비르질 비트리히 외 1명
- 라이트 매터 - 비르질 비트리히
- 무빙 파노라마 - 변재규
- 925장의 부산타워 - 변재규
- 사진측량 - 변재규
- # 3_2 - 변재규
- 또 하나의 소실점 - 변재규
- 분할 표현 - 맥스 해틀러
- 싱크 - 맥스 해틀러
- 아나트 - 맥스 해틀러
- 플레이타임 - 스티븐 울로센
- 쉬머 박스 드라이브 - 스티븐 울로센
- 투 이스턴 헤어라인 - 스티븐 울로센
- 피에스타 브라바 - 스티븐 울로센
- 10개의 목소리를 위한 비주얼 뮤직 - 스티븐 울로센
- 카메라즈 테이크 파이브 - 스티븐 울로센
- 미뉴엣 - 스티븐 울로센
- 드리프트 - 맥스 해틀러

### 아시아 포럼
- 유랑 북경 : 마지막 몽상가들 - 우 웬광
- 1966: 나의 홍위병 시절 - 우 웬광

### 시네마 인 액션
- 저는 여배우입니다 - 박지홍
- 패싱 - 박지홍
- 거대 잠함 - 마츠모토 토시오
- 당랑지부 3부: 만상무상 - 마츠모토 토시오
- 살인 카탈로그 - 마츠모토 토시오
- 지연된 노출 - 마츠모토 토시오
- EE 컨트롤 - 마츠모토 토시오
- 바이브레이션 - 마츠모토 토시오
- 1986년 여름 - 마츠모토 토시오